# Dvodimenzionalni prostor
Dvodimenzionalni prostor (poznat i kao bidimenzionalni prostor) geometrijska je postavka u kojoj su dvije vrijednosti (koje se nazivaju parametri) potrebne za određivanje položaja elementa (tj. točke). Skup R2
parova realnih brojeva odgovarajuće strukture često služi kao kanonski primjer dvodimenzionalnog euklidskog prostora.
Dvodimenzionalni prostor može se promatrati kao projekcija fizičkog svemira na ravninu. Obično se smatra euklidskim prostorom, a dvije dimenzije nazivaju se duljina i širina.

## Povijest
Knjige I do IV i VI Euklidovih "Elemenata" bave se dvodimenzionalnom geometrijom, razvijajući koncepte kao što su: sličnost oblika, Pitagorin poučak, jednakost kutova i površina, paralelizam, zbroj kutova u trokutu i tri slučaja u kojima su trokuti "jednaki" (imaju istu površinu), među mnogim drugim temama.
Kasnije je ravnina opisana u takozvanom Kartezijevom koordinatnom sustavu, koordinatnom sustavu koji jedinstveno određuje svaku točku u ravnini parom numeričkih koordinata, a to su udaljenosti od točke do dvije fiksne normalne usmjerene linije, mjerene u iste jedinice duljine. Svaka referentna linija naziva se koordinatna os ili samo os sustava, a točka u kojoj se sastaju je njezin koordinatni početak, obično u uređenom paru (0,0).
Koordinate se također mogu definirati kao položaji normalnih projekcija točke na dvije osi, izražene kao udaljenosti od koordinatnog ishodišta.
Ideja o ovom sustavu razvijena je 1637. u Descartesovim spisima i neovisno o Pierreu de Fermatu, iako je Fermat također radio u tri dimenzije i nije objavio otkriće. Oba autora koristila su jednu os u svojim tretmanima i imaju varijabilnu duljinu izmjerenu u odnosu na tu os. Frans van Schoten i njegovi učenici preveli su Descartesovu "La Géométrie" na latinski 1649. godine te predstavili nekoliko pojmova dok su pokušavali razjasniti ideje sadržane u Descartesovu djelu.

### Kompleksna ravnina
Kasnije se ravnina smatrala poljem, gdje se bilo koje dvije točke mogu pomnožiti i, osim nule, podijeliti. To je bilo poznato kao kompleksna ravnina i predstavljala je plodno tlo za razvoj kompleksne analize. Kompleksna ravnina ponekad se naziva Argandova ravnina, jer se koristi u Argandovim dijagramima. Ime je dobila po Jean-Robertu Argandu (1768. – 1822.), iako ju je prvi opisao dansko-norveški geodet i matematičar Caspar Wessel (1745. – 1818.). Arganovi dijagrami često se koriste za iscrtavanje položaja polova i nula funkcija u kompleksnoj ravnini.